# Vtuber
Vtuber, wirtualny youtuber (jap. バーチャルYouTuber bācharu yūchūbā, ang. virtual YouTuber) – osoba zajmująca się tworzeniem materiałów audiowizualnych, występująca w nich jako animowana postać, której wizerunek jest generowany komputerowo z wykorzystaniem techniki przechwytywania ruchu. Do kreacji swojej postaci (awatara) vtuberzy wykorzystują zazwyczaj wygląd i wzorce ekspresji mimicznej specyficzne dla anime. Ich działalność koncentruje się wokół platform internetowych, takich jak YouTube, Twitch czy Twitter, na których publikują filmy ze swoim udziałem lub prowadzą transmisje wideo na żywo (np. relacjonowanie przebiegu gier komputerowych, pogawędki, śpiewanie) oraz wchodzą w interakcje z widzami.

## Historia
Pierwsze wideoblogi, których twórcy korzystali z generowanych komputerowo awatarów, były publikowane w serwisie YouTube od 2011 roku, jednak szerszą popularność zjawisko to zaczęło zyskiwać po roku 2016 w Japonii wraz z rozpoczęciem działalności przez wirtualną youtuberkę Kizunę AI. Umieszczane na jej kanale filmy przedstawiają postać uroczej, brązowowłosej 16-latki cechującej się poczuciem humoru, używaniem przekleństw, dziecinnym zachowaniem i samochwalstwem. Wizerunek ten łączy w sobie estetykę kawaii stanowiącą część japońskiej kultury oraz elementy moe obecne w kulturze otaku. Wkrótce po jej debiucie powstało kilka agencji talentów zarządzających działalnością vtuberów, w tym Hololive Production i Nijisanji. Rozwój taniego oprogramowania do przechwytywania ruchu spowodował także wzrost liczby niezależnych vtuberów.

## Technologie

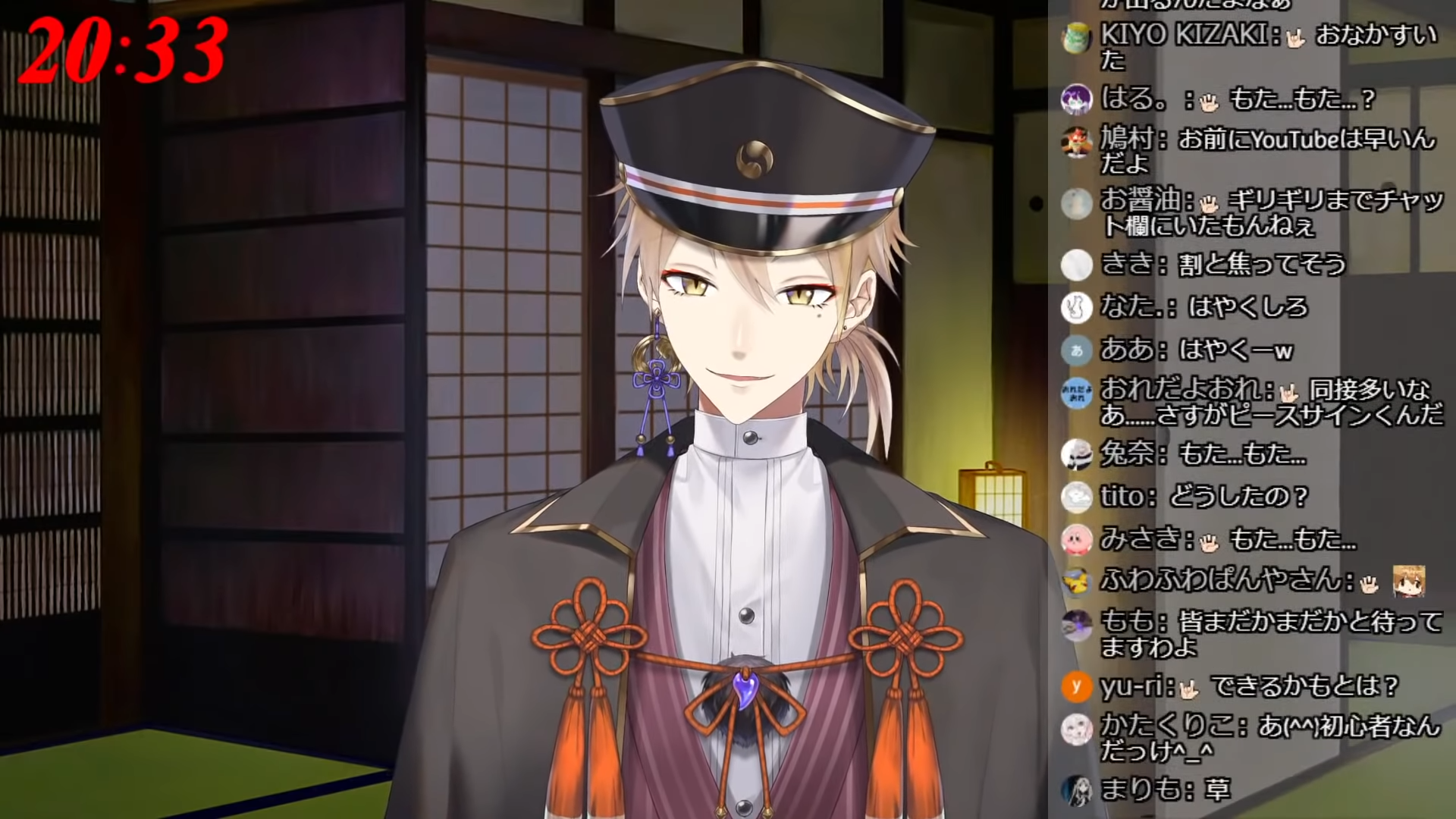
Vtuber używający dwuwymiarowego awatara podczas transmisji na żywo

Awatar vtubera może być obrazem dwuwymiarowym lub trójwymiarowym. Najczęściej wykorzystywane są awatary dwuwymiarowe, które są animowane przez oprogramowanie komputerowe na podstawie ruchów głowy i twarzy rejestrowanych kamerą internetową lub kamerą w telefonie. Dodatkowe ruchy awatara mogą być wyzwalane za pomocą skrótów klawiszowych. Vtuberzy, którzy mają dostęp do systemów przechwytywania ruchu całego ciała, korzystają także z w pełni zrigowanych awatarów trójwymiarowych, co pozwala im poszerzyć zakres ruchów swojej postaci. Wyższy koszt i mniejsza ergonomiczność tego rozwiązania powodują jednak, że jest ono rzadziej wybierane przez vtuberów.